# 平諾湖

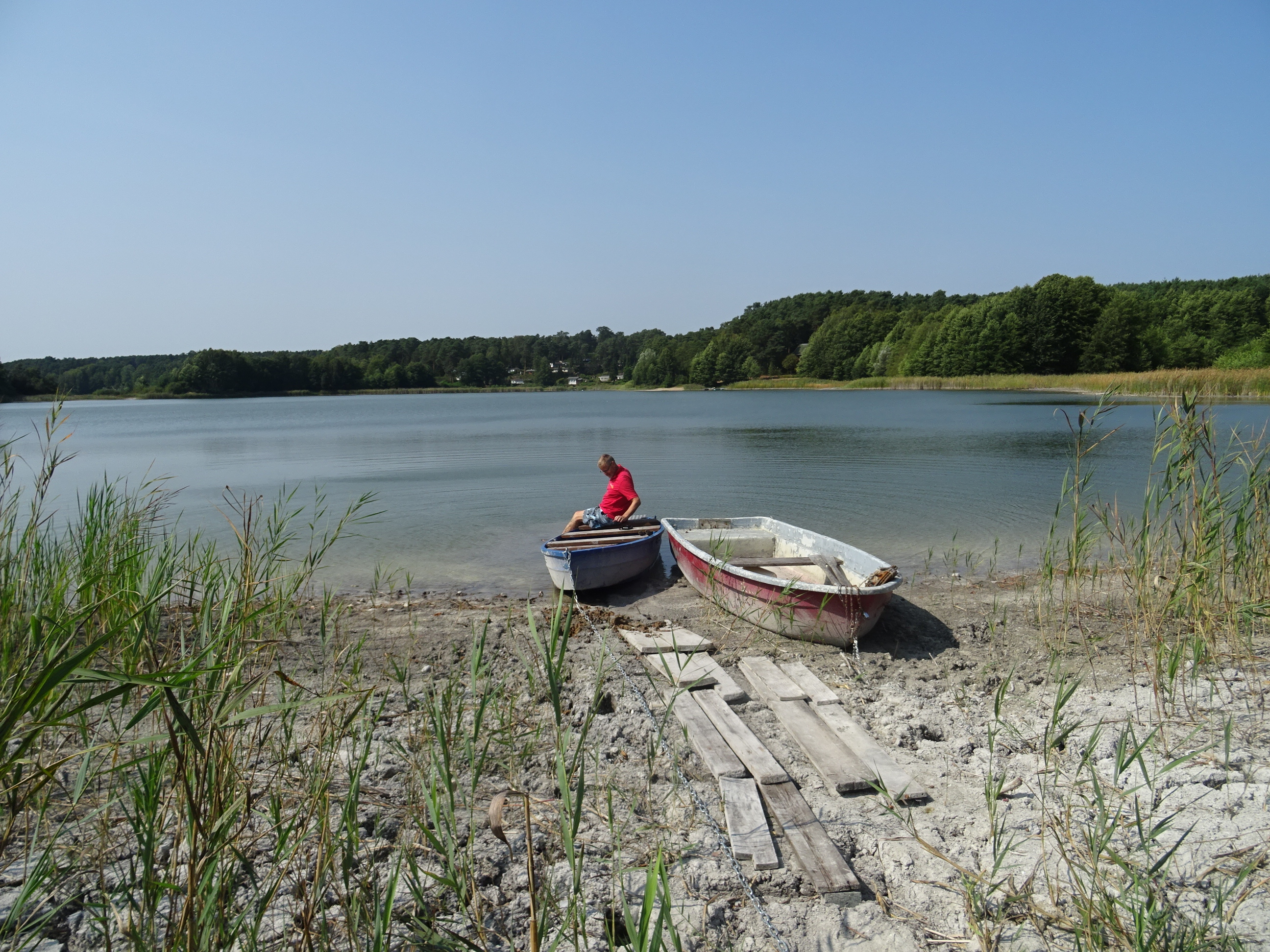

51°57′58″N 14°31′25″E / 51.9661°N 14.5236°E
平諾湖（德語：Pinnower See），是德國的湖泊，位於該國西南部，由勃蘭登堡州負責管轄，處於施普雷-奈瑟縣，長1.8公里、寬0.4公里，面積0.54平方公里，海拔高度66米，最大水深11米。